# NK Bravo
Maillots
Actualités
Le NK Bravo, est un club de football slovène fondé en 2006 et basé à Ljubljana, la capitale du pays.

## Historique
Le club est fondé en 2006 et débute dans la Ligue de Ljubljana, en 2015 il est promu en troisième division.
En 2017, NK Bravo est promu en deuxième division, il termine sa première saison au deuxième niveau à la 6e place puis la saison suivante en 2018-2019, le club est sacré champion de deuxième division et accède pour la première fois en première division slovène en 2019.
Lors de sa première saison en Prva Liga le club termine à la 6e place.

## Bilan sportif

### Palmarès
- Championnat de Slovénie de deuxième division (1)
  - Champion : 2019

- Championnat de Slovénie de troisième division (1)
  - Champion : 2017

- Coupe de Slovénie
  - Finaliste : 2022

### Bilan européen
Note : dans les résultats ci-dessous, le score du club est toujours donné en premier
| Saison    | Compétition      | Tour            | Club                 | Domicile | Extérieur | Total |
| --------- | ---------------- | --------------- | -------------------- | -------- | --------- | ----- |
| 2024-2025 | Ligue Conférence | Premier tour Q  | Connah's Quay Nomads | 0 - 1    | 2 - 0 ap  | 2 - 1 |
| 2024-2025 | Ligue Conférence | Deuxième tour Q | Zrinjski Mostar      | 1 - 3    | 1 - 0     | 2 - 3 |

Légende
- Victoire ou qualification pour le tour suivant
- Match nul
- Défaite ou élimination de la compétition